# Роздольне (Поріцький район)
Роздо́льне (рос. Раздольное, чув. Раздольное) — село у складі Поріцького району Чувашії, Росія. Входить до складу Сиресинське сільського поселення.
Населення — 64 особи (2010; 96 у 2002).
Національний склад:
- росіяни — 83 %